# Antonio del Rey y Caballero
Antonio del Rey y Caballero (Valladolid, 10 de junio de 1814-Madrid (Id.), 6 de agosto de 1886) fue un político y militar español que participó en la primera guerra carlista como parte del bando cristino. Alcanzó el grado de teniente general del ejército, ocupó el cargo de ministro de la Guerra, presidió el Consejo Supremo de Guerra y Marina, y fue senador por la provincia de Ciudad Real en varios periodos (1871-1872; 1876-1877; 1877; 1879-1880; y 1881-1882). Recibió diversas condecoraciones, entre ellas la cruz de la Orden de Isabel la Católica, la cruz de la portuguesa Orden de Cristo, la cruz de la Orden de Carlos III, la cruz de la Orden de San Hermenegildo y el Mérito Militar (blanca). Fue nombrado «hijo adoptivo» por los ayuntamientos de Granada, Guadix, Baza, Adra y Berja.

## Vida
Ingresó en el ejército, como subteniente de Milicias en 1837, pasando después al primer regimiento de granaderos de la Guardia Real provincial, y luego al segundo regimiento de la Guardia Real de infantería.
Tomó parte en las más difíciles operaciones militares de la Primera Guerra Carlista. A las órdenes del general Baldomero Espartero, vencedor de Luchana, luchó en la batalla de Peñacerrada el 22 de julio de 1838, por la que fue recompensado con la cruz de San Fernando.
Participó en la toma de los fuertes de Ramales y Guardamino, ocurrida en abril y mayo de 1839; respectivamente, en el sitio y toma de Castellote, en marzo de 1840; en el sitio y toma de Morella, en mayo del mismo año, y en la toma de Berga, el 14 de julio, hasta la entrada del general Ramón Cabrera en Francia.
Se encontró igualmente en las operaciones practicadas contra los carlistas de Cataluña en 1848, concurriendo a varias acciones de guerra. En 1856 contribuyó con la columna de su mando a sofocar el movimiento revolucionario de Barcelona, saliendo luego de la ciudad en persecución de los insurrectos y obligándolos á presentarse e impetrar indulto. Mandando una brigada del ejército de Castilla la Nueva combatió la insurrección ocurrida en Madrid el 22 de junio de 1866, habiéndosele encomendado la sumisión de la plaza de Santo Domingo, donde los artilleros sublevados tenían sus principales fuerzas, y lo consiguió por completo, haciendo muchos prisioneros, recogiendo cañones y armas, y mereciendo que el general O'Donnell, entonces jefe del Gobierno, le tributase personalmente los más completos elogios.
En 1867 salió a operaciones al distrito de Aragón, y en 1868 formó parte del ejército de Andalucía que mandó el Duque de la Torre, concurriendo a la batalla de Alcolea como comandante general de la segunda división de dicho ejército. Se hizo cargo entonces de la capitanía general de Andalucía, y al poco tiempo de la de Granada, que desempeñó hasta abril de 1871, cuando obtuvo el acta de diputado a Cortes. El período que permaneció en Granada fue el más venturoso de la vida militar del general Rey, pues a pesar del desasosiego que reinaba entonces en toda la Península, no hubo que lamentar en aquel distrito un solo suceso desagradable, ni siquiera cuando se llevó a cabo el desarme de la Milicia nacional en 1869, con un tacto tan exquisito que evitó cualquier violencia.
En 20 de abril de 1872 fue ministro de la Guerra en el gabinete que presidió Práxedes Mateo Sagasta; ejerció el cargo de director de Administración militar, en el cual prestó excelentes servicios al Estado, y en 1882 fue nombrado presidente del Consejo Supremo de Guerra y Marina; pasó á la escala de reserva en junio de 1881, y fue senador vitalicio desde entonces hasta su muerte.